# Bâtiment de la bibliothèque de la Resava de Svilajnac
Le bâtiment de la bibliothèque de la Resava de Svilajnac (en serbe cyrillique : Зграда Ресавске библиотеке у Свилајнцу ; en serbe latin : Zgrada Resavske biblioteke u Svilajncu) se trouve à Svilajnac, dans le district de Pomoravlje, en Serbie. Il est inscrit sur la liste des monuments culturels protégés de la république de Serbie (identifiant no SK 1680),,.

## Présentation
Le bâtiment a été construit en 1903 pour servir de maison familiale à Dimitrije Mita Isaković, qui, entre autres, a créé la première caisse d'épargne de Svilajnac.
Il est construit en briques, en pierres et en acier. De plan rectangulaire, il possède une cave qui s'étend sous la moitié du rez-de-chaussée. Les façades sont enduites de mortier avec des décorations plastiques ; la façade sur rue est la plus richement traitée. Le toit à quatre pans est recouvert de tuiles.
Après la Seconde Guerre mondiale, le bâtiment a été alloué à la bibliothèque de la Resava, qui l'occupe encore aujourd'hui,.